# 祇園坊
祇園坊（ぎおんぼう）とは、現在の広島県広島市安佐南区祇園相田原産の柿の品種・祇園坊柿を使用した和菓子の一種。
原産地の広島の形状は柿ようかんであるが、京都府で「祇園坊」という名称の和菓子は形状及び、製法も異なる。京都の「祇園坊」という名称について「京都の和菓子ドットコム」等では、名前の祇園は京都の祇園ではなく、広島の祇園という土地名からと説明されている。京都の「祇園坊」は干し柿に似た形状を呈するが、求肥に餡を詰め、白砂糖をまぶして作られ、柿を乾燥させた干し柿とは異なる。
読売新聞夕刊都民版1962年8月10日付の「駅弁日本一周」というコラムでは、広島駅で売られる特産のカキと広島菜が入った駅弁などが紹介され、1962年頃に広島駅で「祇園坊ー干しガキ（柿）ーで作ったカキようかんが、広島のおみやげとして50円で販売されている」と書かれている。
砂糖が高価で希少だった時代には、渋柿を材料として作られた干し柿が貴重な甘味料であり、非常に一般的に多くの家庭で食べられていた。このような背景から柿を原料とした和菓子が作られ、以来現代に至るまで日本で最も親しまれている和菓子の一つとなっている。